# Selektive katalytische Reduktion

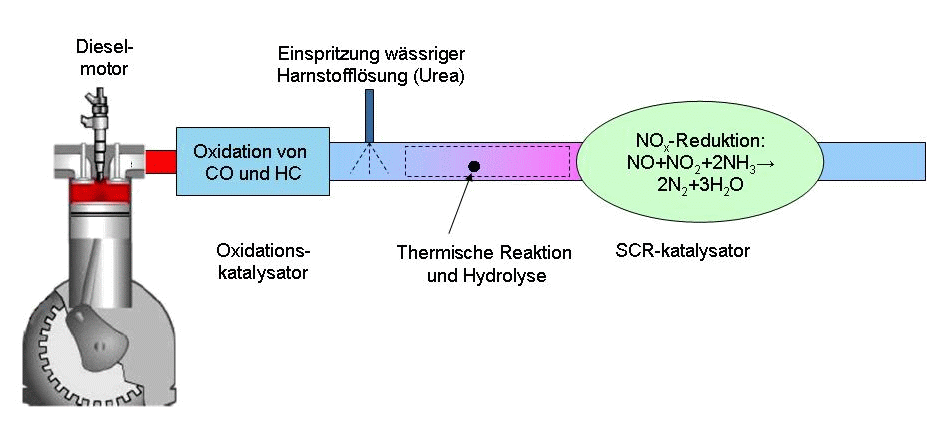
Abgasstrang des Dieselmotors mit Katalysatoren und Harnstoffeinblasung, schematische Darstellung

Der Begriff selektive katalytische Reduktion (englisch selective catalytic reduction, SCR) bezeichnet eine Technik zur Reduktion von Stickoxiden in Abgasen von Feuerungsanlagen, Müllverbrennungsanlagen, Gasturbinen, Industrieanlagen und Verbrennungsmotoren. Die chemische Reaktion am SCR-Katalysator ist selektiv, das heißt, dass bevorzugt die Stickoxide (NO, NO2) reduziert werden, während unerwünschte Reaktionen wie die Oxidation des eingebrachten Reduktionsmittels mit dem Luftsauerstoff und die Oxidation von Schwefeldioxid zu Schwefeltrioxid weitgehend unterdrückt werden.
Für die Reaktion wird Ammoniak (NH3) benötigt, das dem Abgas zugemischt wird. Die Produkte der Reaktion sind Wasser (H2O) und Stickstoff (N2). Bei der Reaktion handelt es sich um eine Komproportionierung der Stickoxide mit Ammoniak zu Stickstoff. Es gibt zwei Arten von Katalysatoren: Die erste besteht hauptsächlich aus Titandioxid, Vanadiumpentoxid und Wolframdioxid zur Stabilisierung des Titandioxids in seiner Anatasform, die andere verwendet Zeolithe. Vor der Einführung dieser Verfahren wurden in Deutschland Entwicklungen von anderen Katalysatoren betrieben, insbesondere Eisenoxid-Katalysatoren haben sich aber im großtechnischen Maßstab nicht bewährt.
Katalysatoren aus Titandioxid, Vanadiumpentoxid und Wolframoxid oxidieren in Gegenwart gasförmiger Halogene auch das in vielen Kraftwerksabgasen vorhandene elementare Quecksilber, das sich dann besser in den Wäschern der Rauchgasentschwefelungsanlagen oder in Elektrofiltern abscheiden lässt und nur noch zu einem geringeren Anteil (ca. 10 %) an die Umgebung abgegeben wird.
Als weitere technisch genutzte Nebenreaktion werden polychlorierte Dibenzodioxine und Dibenzofurane beim Durchströmen eines Entstickungskatalysators abgebaut.

## Chemische Reaktion
Bei der Verwendung von Harnstoff muss dieser erst in einer Thermolyse- und anschließenden Hydrolysereaktion zersetzt werden, um den für die SCR-Reaktion notwendigen Ammoniak freizusetzen.
Thermolyse und Hydrolyse des eingedüsten Harnstoffs finden auf der Wegstrecke vor dem Katalysator, der sogenannten Hydrolyse-Strecke statt. Da die optimale Zerstäubung sowie Verdampfung der wässrigen Harnstofflösung für die Umsetzung maßgeblich ist, kommen üblicherweise verschiedene Mischerkonstruktionen zum Einsatz, die diese verbessern sollen.
Thermolyse des Harnstoffs zu Ammoniak und Isocyansäure
{\displaystyle \mathrm {(NH_{2})_{2}CO\longrightarrow NH_{3}+HNCO} }
anschließende Hydrolyse, die Isocyansäure reagiert mit Wasser zu weiterem Ammoniak und Kohlendioxid
{\displaystyle \mathrm {HNCO+H_{2}O\longrightarrow NH_{3}+CO_{2}} }
Um die Harnstoffzersetzung, insbesondere bei kalten Abgastemperaturen, zu verbessern, werden häufig sogenannte Hydrolysekatalysatoren eingesetzt. Die Harnstoffzersetzung kann zusätzlich verbessert werden, indem diese Katalysatoren nur von einem Teil des gesamten Abgasstroms durchströmt werden, d. h. sie werden in einem Teilstrom betrieben.
Gelingt keine vollständige Zersetzung des Harnstoffs, können sich über das Zwischenprodukt Isocyansäure feste Ablagerungen aus Cyanursäure (Trimer der Isocyansäure) oder Melamin bilden, die zu Verstopfungen im Abgassystem führen.
Gelingt allerdings eine komplette Zersetzung des Harnstoffs, entstehen somit aus einem Harnstoffmolekül zwei Ammoniakmoleküle.
Reduktion der Stickoxide mittels Selektiver Katalytischer Reduktion, im Reduktionskatalysator
Standard-SCR (Temperatur über 250 Grad)
{\displaystyle \mathrm {4\ NO+4\ NH_{3}+O_{2}\longrightarrow 4\ N_{2}+6\ H_{2}O} }
Schnelle SCR (Temperatur über 170 bis 300 Grad, „Fast SCR“)
{\displaystyle \mathrm {NO+2\ NH_{3}+NO_{2}\longrightarrow 2\ N_{2}+3\ H_{2}O} }
„NO2 SCR“
{\displaystyle \mathrm {8\ NH_{3}+6\ NO_{2}\longrightarrow 7\ N_{2}+12\ H_{2}O} } („NO2 SCR“)
das Ammoniak reagiert mit den Stickoxiden zu Stickstoff und Wasser.
Üblicherweise liegt bei Kraftwerken und Dieselmotoren der Anteil von NO2 an den Gesamtstickoxiden bei nur ca. 5 %, so dass ohne weitere Maßnahmen nur die Standard-SCR-Reaktion relevant ist. Um dennoch die "Fast-SCR"-Reaktion zu ermöglichen und damit die Anspringtemperatur abzusenken, werden stromauf der SCR-Katalysatoren sogenannte NO-Oxidationskatalysatoren eingesetzt. Diese platinhaltigen Katalysatoren heben den NO2-Anteil an und ermöglichen damit die "Fast-SCR"-Reaktion. Dies gilt allerdings nur bis zu einem NO2-Anteil von 50 % an den Gesamt-Stickoxiden. Steigen die NO2-Anteile über diese Grenze, findet die sogenannte NO2-SCR-Reaktion statt. Da diese deutlich langsamer abläuft und zudem der NH3-Bedarf ansteigt, sind NO2-Anteile über 50 % zu vermeiden.
Im Gegensatz zu Drei-Wege-Katalysatoren ist es durch den Einsatz des Reduktionsmittels Ammoniak somit möglich, Stickoxide in Anwesenheit von Sauerstoff zu Stickstoff zu reduzieren.

## SCR in der Kraftwerksfeuerung
1974 ließen Masumi Saito, Sumio Tani, Tateo Ito und Shigeaki Kasaoka von der japanischen Firma Kurashiki Boseki Kabushiki Kaisha (Kurabo Industries Ltd.) mit Sitz in Osaka patentieren, wie Ammoniak in das Abgas gemischt werden kann, um darin enthaltene Stickoxide in ungefährlichen Stickstoff und Wasser umzuwandeln. Als Katalysator wurde Eisen- oder Kupfersulfid verwendet. Später wurden Methoden hinzugefügt, wie Ammoniak korrekt dosiert werden kann. Mit der Zeit wurde dann Harnstoff zur Verminderung von Stickoxiden im Abgas bei stationären Kraftwerken Stand der Technik.
Abhängig vom Feuerungskonzept (bei Kohlekraftwerken: Wirbelschicht-Feuerung, Trockenstaubfeuerung, Schmelzkammerfeuerung), dem Brennstoff und der Feuerungstemperatur entstehen in Kraftwerksanlagen durch die Verbrennung Stickoxide, die zum Schutz der Umwelt aus dem Rauchgas entfernt werden müssen.
Die dazu nötigen Anlagen werden als „DeNOx“-Anlagen bezeichnet und zählen zu den sekundären Minderungsmaßnahmen der Rauchgasentstickung. In Deutschland hat sich die SCR zur Rauchgasentstickung gegenüber den anderen Verfahren, wie Aktivkohle- oder Simultanverfahren, durchgesetzt.
Bei der Anordnung der SCR im Rauchgasstrom der Kraftwerksanlage unterscheidet man drei Schaltungsvarianten:
1. High-Dust
2. Low-Dust
3. Tail End

### High-Dust
Bei der High-Dust-Schaltung ist die Entstickung der Rauchgase zwischen der Speisewasservorwärmung (Economiser) und dem Luftvorwärmer (LuVo) vorgesehen. Die Anlagen zur Staubfilterung befinden sich in diesem Konzept hinter der Entstickung.
Zu den Vorteilen dieser Schaltung gehört, dass die zur katalytischen Reaktion benötigten Rauchgastemperaturen von 300 bis 400 °C ohnehin im Abgas vorhanden sind. Das Potential zur Quecksilberentfernung wird bei dieser Schaltungvariante am besten genutzt, da die Anlagen zur Staubabscheidung und zur Rauchgasentschwefelung erst nach dem Katalysator angeordnet sind.
Nachteilig ist allerdings die hohe Staubbeladung, die die Standzeit des Katalysators merklich verringert. Weiterhin wurde dem Rauchgas in dieser Schaltung das enthaltene Schwefeldioxid (SO2) noch nicht entzogen (Rauchgasentschwefelung). Dieses wird zu einem kleinen Teil (etwa 0,5 bis 1,5 %) zu Schwefeltrioxid oxidiert. Da das zur Entstickung nötige NH3 direkt in das Rauchgas eingespritzt wird, kommt es im kalten Bereich des Luftvorwärmers zu einer unerwünschten Reaktion des SO3 mit nicht verbrauchten Restmengen an NH3 zu Ammoniumbisulfat, das ausfällt und zur Verstopfung des Luftvorwärmers führt.

### Low-Dust
Bei der Low-Dust-Schaltung werden die Rauchgase erst durch die Anlage zur Staubabscheidung (üblicherweise Elektrofilter oder Schlauchfilter) geleitet, bevor sie auf den Katalysator treffen. Dadurch werden erosive Bestandteile entfernt und die mechanische Lebensdauer des Katalysators verlängert. Die zum Betrieb der Entstaubungsanlage notwendige Temperaturabsenkung der Rauchgase muss eventuell durch eine entsprechende Wiederaufheizung ausgeglichen werden.

### Tail End
In diesem Konzept ist die SCR nach der Rauchgasentschwefelung angeordnet, so dass hier die zusätzlichen Belastungen durch die meisten Katalysatorgifte und Staub entfallen – dadurch verlängert sich die Standzeit des Katalysators. Der Nachteil in dieser Schaltungsvariante liegt darin, dass das Rauchgas nur noch Temperaturen um 50 bis 100 °C bei nasser und um 140 °C bei trockener Rauchgasreinigung mit Sorbens auf Kalkbasis (Kalkstein, Calciumhydroxid) aufweist. Um die für die SCR benötigte Temperatur zu erreichen, muss das Gas jedoch vorgewärmt werden (z. B. Kanalbrenner), was den Gesamtwirkungsgrad des Systems verschlechtert. Bei Systemen mit trockener RGR mit NaHCO3 liegt die Temperatur im Bereich von 180 bis 190 °C, was die Nacherwärmung überflüssig macht.

## SCR für den Einsatz in Fahrzeugen und Schiffen

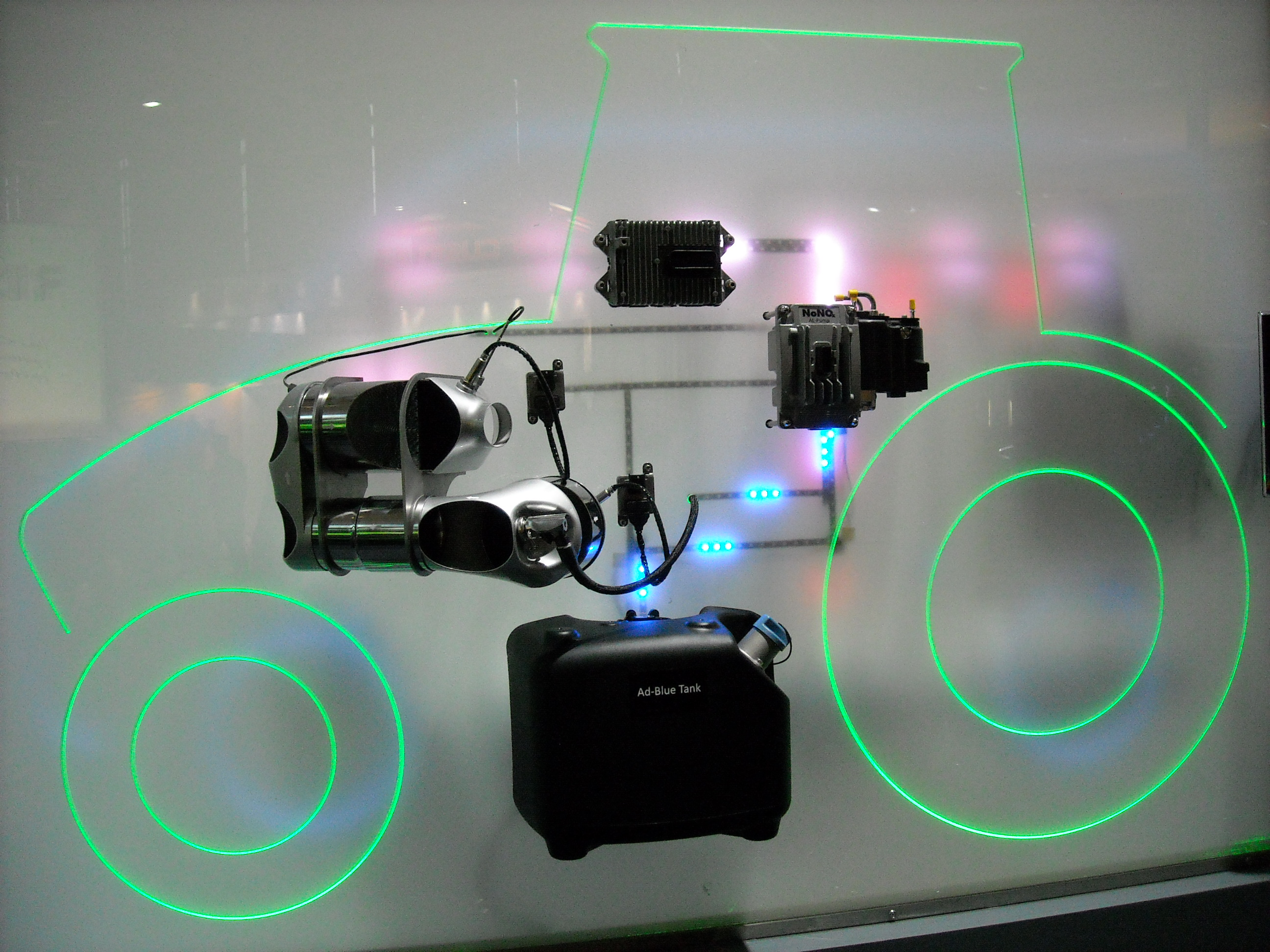
SCR-System für einen Traktor Deutz-Fahr Agrotron K610

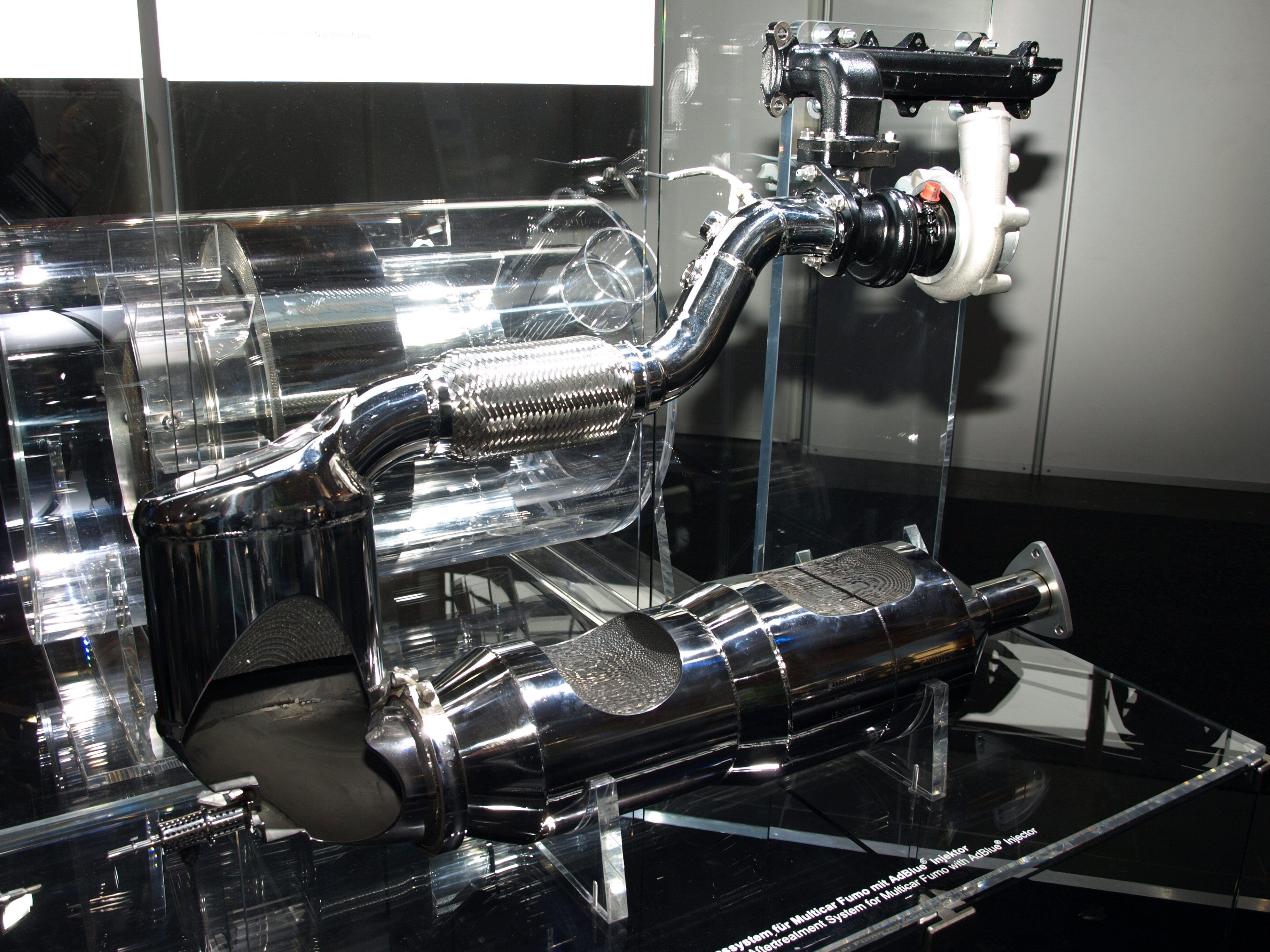
SCRi-System - i = mit integriertem Partikelfilter - für ein Multicar Fumo (Kommunalfahrzeug). Rechts oben sind der Abgaskrümmer vom Motor und der Turbolader zu sehen.

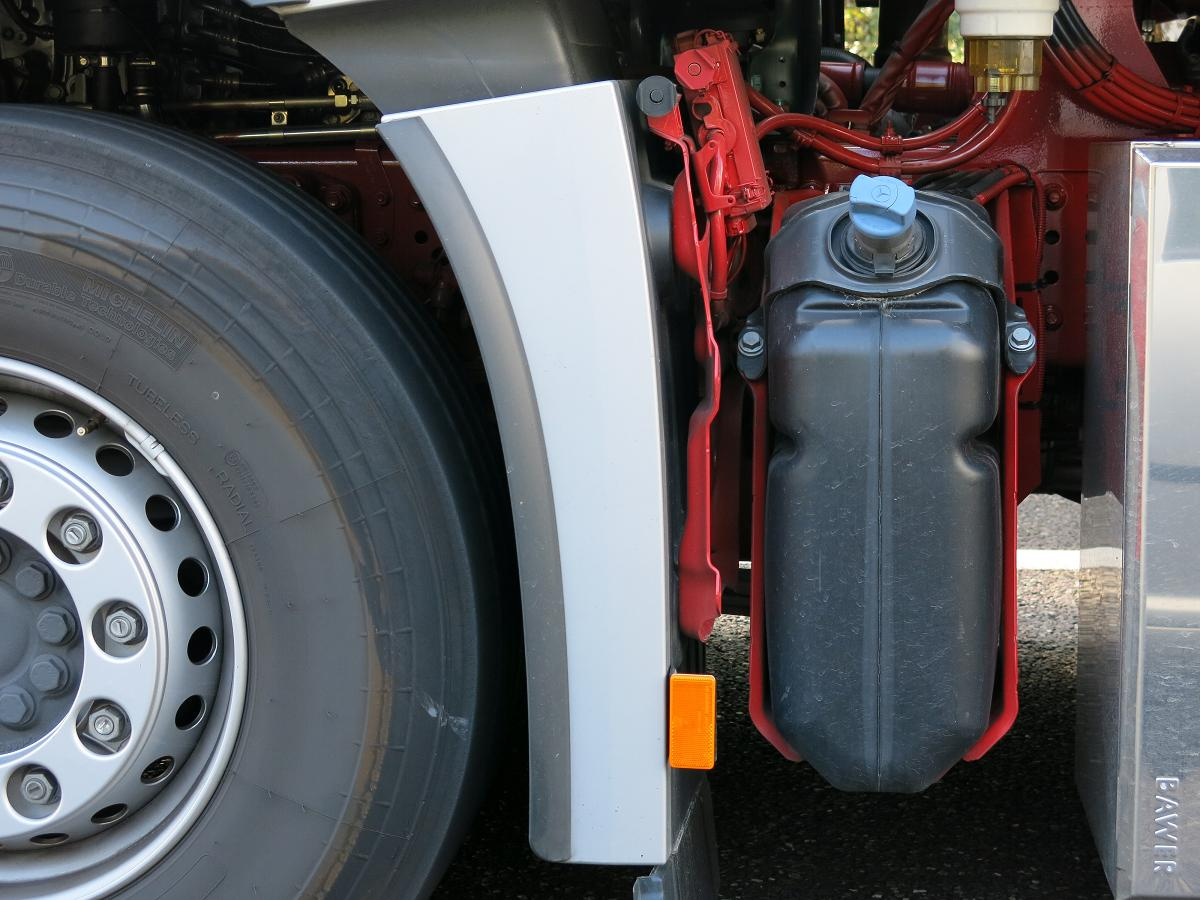
Tank für die Harnstofflösung an einem Lkw

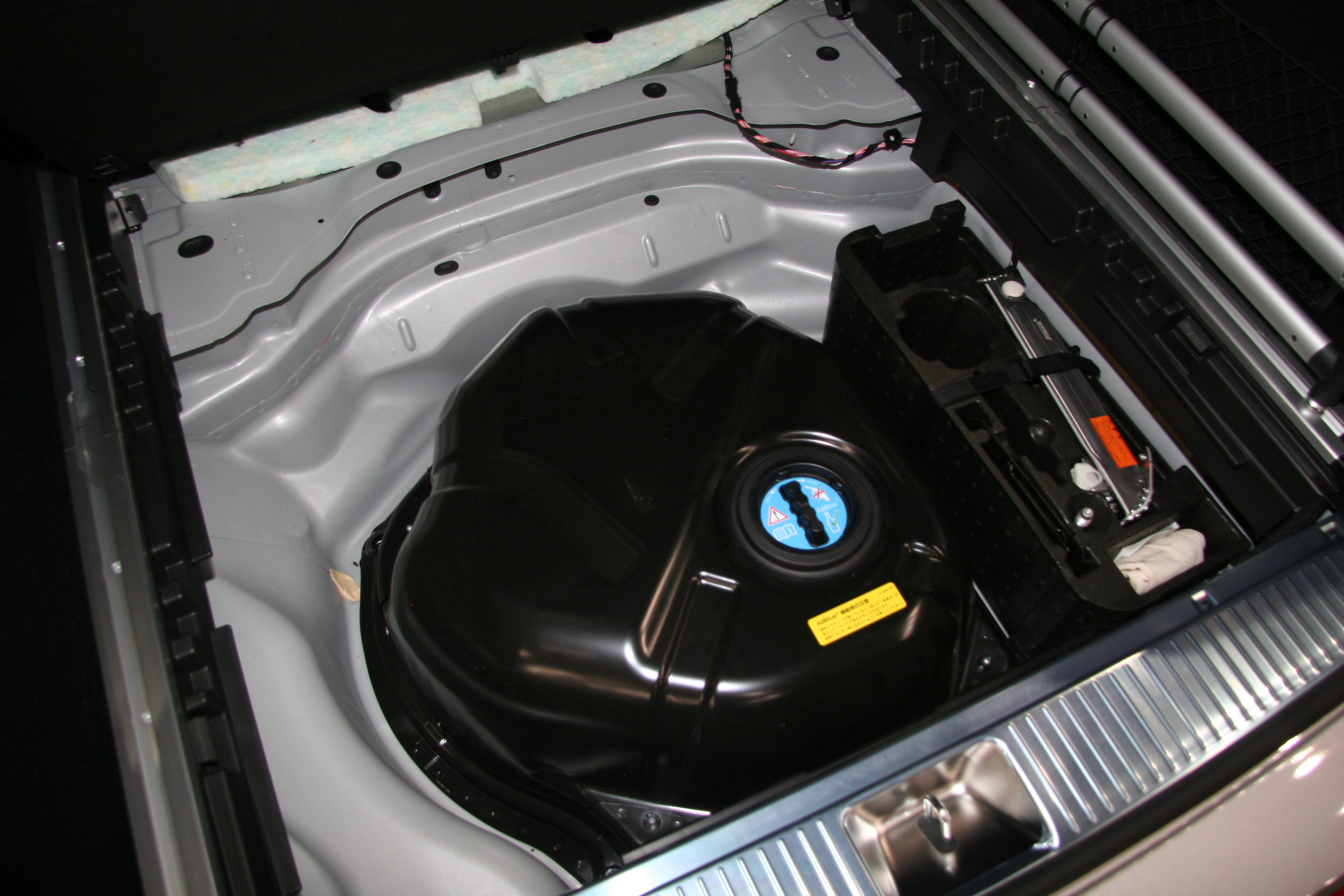
Tank für die Harnstofflösung in der Reserveradmulde an einem Pkw

### Geschichte
Um 2000 wurde die SCR-Technik für Dieselmotoren zunächst für schwere Nutzfahrzeuge adaptiert und 2002 die Praxistauglichkeit im Rahmen eines Feldversuchs erprobt. Seit Einführung der IMO-Tier-III-Grenzwerte für Hochseeschiffe (entspricht ungefähr den EuroV-Grenzwerten für Lkw) im Jahr 2016 findet das Verfahren auch bei Schiffen breite Anwendung. Im Gegensatz zum SCR-Verfahren im Kraftwerksbereich wird, insbesondere bei in Fahrzeugen eingesetzten Motoren, auf Grund seiner Toxizität kein Ammoniak verwendet. Vielmehr wird hier eine wässrige Harnstofflösung eingedüst, die im heißen Abgas den benötigten Ammoniak für die SCR-Reaktion freisetzt.
Im März 2003 gab es von OMV eine erste öffentliche Tankstelle, an der neben dem Dieselkraftstoff die nötige Harnstofflösung an einer Zapfsäule mitgetankt werden konnte.
Die Eigenschaften der Harnstofflösung für die Abgasreinigung von Dieselmotoren wurde ab 2003 mit DIN 70070 (zuerst als Vornorm) in Deutschland genormt und dabei die Zusammensetzung mit 32,5 % reinem Harnstoff in demineralisiertem Wasser sowie die neutrale Bezeichnung „AUS 32“ dafür festgelegt. Mit ISO 22241 wurden die DIN-Regelungen und die Bezeichnung auch international übernommen.
Seit 2004 wird die SCR-Abgasreinigung serienmäßig in Lkw-Motoren ab der Abgasnorm Euro 4 verwendet. Die wässrige Lösung wird vor dem SCR-Katalysator in den Abgasstrang, z. B. mittels Dosierpumpe oder Injektor, eingesprüht. Aus der Harnstoff-Wasser-Lösung entstehen durch eine Hydrolysereaktion Ammoniak und CO2. Das so erzeugte Ammoniak kann im nachgeschalteten SCR-Katalysator bei entsprechender Temperatur mit den Stickoxiden im Abgas reagieren. Es entstehen Stickstoff und Wasser. Die Menge des eingespritzten Harnstoffs ist von der motorischen Stickoxidemission und damit von der momentanen Drehzahl und dem Drehmoment des Motors abhängig. Der Verbrauch an Harnstoff-Wasser-Lösung beträgt – abhängig von der Rohemission des Motors – etwa 2–8 % der Menge des eingesetzten Dieselkraftstoffs. Es muss deshalb ein entsprechendes Tankvolumen mitgeführt werden.
2007 wurde beim Modell Mercedes-Benz E 320 Bluetec in den USA im PKW-Bereich erstmals in einem Fahrzeug mit Dieselmotor eine SCR-Abgasnachbehandlung eingesetzt, in der ersten Version noch mit Speicherkatalysator. Ab 2008 verwendete Mercedes Harnstoffeindüsung.
Die Stickoxidminderung erfolgt ohne Änderung der motorischen Verbrennung und erhält damit den sehr guten Wirkungsgrad von Dieselmotoren.
Bei Abgastemperaturen bis 550 °C (Lkw, Schiffe, Baumaschinen) werden meist vanadiumbasierte SCR-Katalysatoren eingesetzt, darüber zeolithhaltige (Pkw).
Die SCR-Abgasnachbehandlung kommt Stand 2019 bei Dieselmotoren in PKWs, Nutz- und Schienenfahrzeugen sowie Schiffen zum Einsatz.

### Technik
Zur Erzielung hoher NOx-Minderungsraten ist es wichtig, dass die Lösung im richtigen Verhältnis zur Stickoxidemission des Motors dosiert wird. Da SCR-Katalysatoren bis zu einer gewissen Grenze NH3 speichern können, muss die Dosierung im Mittel der NOx-Emission entsprechen. Ist die Dosierung zu gering, so sinkt der Wirkungsgrad der Stickoxidminderung; wird zu viel Harnstoff zudosiert, so kann das daraus gebildete Ammoniak nicht mit NOx reagieren und in die Umgebung gelangen. Da Ammoniak einen stechenden Geruch hat und bereits in sehr kleinen Konzentrationen wahrgenommen werden kann, würde dies bei einer Überdosierung zu einer Geruchsbelästigung in der Nähe des Fahrzeugs führen. Abhilfe schafft man, indem hinter dem SCR-Katalysator ein Oxidationskatalysator eingebaut wird. Dieser wandelt im Falle einer Ammoniak-Überdosierung das NH3 wieder in Stickstoff und Wasser um. Eine weitere Möglichkeit, den sogenannten Ammoniak-Schlupf zu verhindern, ist eine größere Auslegung des Katalysators, um damit eine gewisse Speicherfunktion zu erhalten.
|            | Pkw             | Pkw                                  |
| ---------- | --------------- | ------------------------------------ |
| Norm       | Euro 6          | Tier 2 Bin 5                         |
| CO         | 500 mg (pro km) | 2113 mg (pro km) 3400 mg (pro Meile) |
| (HC + NOx) | 170 mg (pro km) |                                      |
| HC         |                 | 47 mg (pro km) 75 mg (pro Meile)     |
| NOx        | 80 mg (pro km)  | 31 mg (pro km) 50 mg (pro Meile)     |

### HarnstofflösungAUS 32
Die Eigenschaften der Harnstofflösung für die Abgasreinigung von Kraftfahrzeugmotoren wurde ab 2003 mit DIN 70070 (zuerst als Vornorm) in Deutschland genormt und dabei die Zusammensetzung mit 32,5 % reinem Harnstoff in demineralisiertem Wasser sowie die neutrale Bezeichnung „AUS 32“ dafür festgelegt. Mit ISO 22241 wurden die DIN-Regelungen und die Bezeichnung auch international übernommen.
Der Gefrierpunkt der Harnstofflösung AUS 32 liegt bei −11,5 °C, daher ist bei Fahrzeugen in Ländern der gemäßigten Zone mit winterlichen Minusgraden eine zusätzliche Beheizung notwendig. Der Vorratstank ist hierzu beheizt und das Leitungssystem ist entleerbar. Der Entleervorgang wird zum Beispiel über ein Reversieren der Tauchpumpe im Vorratstank realisiert: Die Lösung im Leitungssystem wird nach dem Abschalten der Zündung in den beheizbaren Vorratstank zurückgefördert.
Von der wässrigen Lösung geht keine besondere Gefährdung im Sinne des europäischen Chemikalienrechts aus. Auch gemäß dem Transportrecht ist sie kein Gefahrgut. Hautkontakt sollte vermieden werden; eventuelle Reste können mit Wasser abgewaschen werden.

### HarnstofflösungAUS 40

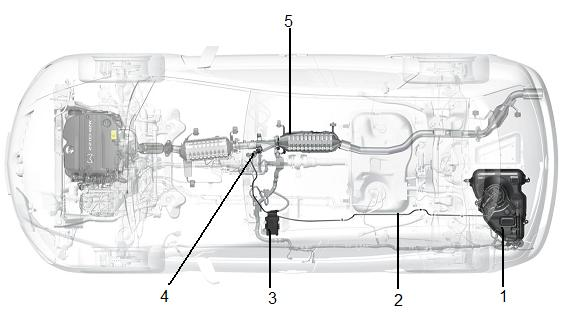
SCR-System bei Pkw
1 = SCR-Tank
2 = Leitung
3 = Injektor-Rechner
4 = Injektor
5 = Katalysator

Im maritimen Bereich hat sich auf Grund seines höheren Harnstoffgehalts eine 40%ige Harnstofflösung (AUS 40 - ISO 18611) mit einem Schmelzpunkt von 0 °C durchgesetzt. Auf Grund der Tatsache, dass die Tanks für die Harnstofflösung innerhalb der Schiffstruktur angeordnet sind und damit so gut wie nie 0 °C erreichen, ist ein Einfrieren der Lösung üblicherweise nicht zu befürchten.

### AdBlue-Verbrauch
Der Verbrauch hängt in erster Linie von den NOx-Rohemissionen des Motors ab, so dass sich je nach Motorauslegung (z. B. mit oder ohne AGR) unterschiedliche Werte in der Literatur finden. Die Robert Bosch GmbH gibt 5 Prozent der Menge des eingesetzten Dieselkraftstoffs an. Im Jahr 2018 hat Bosch dann für einen prototypisch veränderten VW Golf, der den Euro 6 - Grenzwert von 80 mg NOx/km im Realbetrieb deutlich unterschritten hat, je nach Fahrweise einen AdBlue-Verbrauch von 0,5 bis 1,8 l/1000 km angegeben. In der Landwirtschaft wird 7 Prozent bei Traktoren angenommen.
Der Verband der Automobilindustrie gibt 1,5 Liter bei Pkw auf 1000 km an, andere Quellen sprechen von bis zu 4 Liter auf 1000 km für eine angemessene Reinigung bei Vollgasfahrten auf der Autobahn. Scania gibt einen Wert von 6 Prozent für seine Euro VI-Motoren ohne Abgasrückführung, und 3 Prozent für seine Euro VI-Motoren mit Abgasrückführung an.
Die Tankgröße der Hersteller variiert von 12 bis 25 Liter bei Pkw, 50 bis 100 Liter bei Lkw sowie mehrere Kubikmeter bei hochseetauglichen Schiffen. Nach einer Studie der TNO ist der SCR-Tank bei Euro-6-Pkw zwischen 45 und 80 Prozent zu klein, wenn eine Nachfüllung zwischen den Wartungsintervallen vermieden werden soll. Bei Nutzfahrzeugen wird durch die Verwendung der Harnstofflösung der Einspritzbeginn früher möglich und dadurch der Kraftstoffverbrauch um etwa 6 % reduziert.

### Finanzielle Aspekte
Für die technische Ausstattung von Fahrzeugen mit einem SCR-System fallen Kosten sowie Gewichts- und Platzbedarf für Tank, Leitungen, Sensorik, Elektronik an. Die Preise von Dieselfahrzeugen mit SCR-Katalysator waren 2015 noch deutlich höher als von Fahrzeugen mit Ottomotoren.

### Betrügereien
Da die Verwendung der Harnstofflösung Mehrkosten verursacht, verwenden betrügerische Betreiber von Lkw-Dieselfahrzeugen rechtswidrig elektronische Abschaltvorrichtungen. Mit der verbotenen Veränderung des Schadstoffausstoßes sind in Deutschland mehrere Bußgeldtatbestände betroffen, z. B. im Bereich des Straßenverkehrs- und Kraftfahrzeugsteuerrechts; zusätzlich und unabhängig zu Bußgeldern wird bei mautpflichtigen Lkw der nicht in der erforderlichen Höhe entrichtete Mautbetrag durch das Bundesamt für Güterverkehr nachträglich erhoben.
Ab September 2015 wurde bekannt, dass die Volkswagen AG eine illegale Abschalteinrichtung in der Motorsteuerung ihrer Diesel-Fahrzeuge verwendete, um den Verbrauch an der Lösung zu minimieren: Wenn die Software erkennt, dass das Fahrzeug auf einem Rollenprüfstand steht, wird die Abgasnachbehandlung mit SCR-Katalyse durchgeführt, sodass die gesetzlichen Grenzwerte eingehalten werden, bei normaler Bewegung hingegen wird diese abgeschaltet – siehe Abgasskandal. Ein ähnliches Vorgehen wurde später auch bei anderen deutschen und internationalen Herstellern festgestellt.

### Allgemeine Aspekte der Abgasnachbehandlung mittels SCR
Durch eine selektive katalytische Reduktion werden Stickoxide aus dem Abgas mit einem hohen Wirkungsgrad entfernt. Im Gegensatz zum Dieselpartikelfilter (DPF) stellt sich kein Kraftstoffmehrverbrauch ein. Dieser Vorteil gilt auch gegenüber dem alternativen Verfahren zur Reduktion von Stickoxiden mittels eines NOx-Speicherkatalysators (NSC). NSC und DPF benötigen periodisch eine temporäre Abwendung von optimalen Verbrennungsverhältnissen, um "regeneriert" zu werden: der NSC z. B. alle 5 Minuten für etwa 5 Sekunden durch Fettbetrieb, der DPF z. B. alle 400–600 Kilometer für etwa 10 Minuten, wenn er zu sehr mit Ruß verstopft ist.
Der Einbau eines SCR-Systems zur NOx-Minderung ermöglicht es, den Motor in verbrauchsgünstigeren Betriebspunkten zu betreiben. Damit sinkt der Verbrauch je nach Fahrweise zwischen 3 % und 8 %.
Die notwendige Harnstofflösung AUS 32 kann flächendeckend bei Speditionen und vielen öffentlichen Tankstellen bezogen werden. Neben Zapfsäulen für die Harnstofflösung finden sich europaweit Nachfüllkanister an vielen Tankstellen.